# Хімічна кастрація
Хімічна кастра́ція (лат. castratio «оскоплення») — це кастрація, яка проводиться шляхом введення в організм спеціальних препаратів, які пригнічують вироблення статевих гормонів, сприяють зниженню статевого потягу і статевої активності, та виключають можливість здійснення статевого акту. Хімічна кастрація може застосовуватися як покарання за статеві злочини, найчастіше за педофілію, але може також застосовуватися для ґвалтівників-рецидивістів. Хімічна кастрація може відбуватись також як наслідок лікування антиандрогенними препаратами, зокрема при раку простати, а також при деяких гормональних розладах. Хімічна кастрація є своєрідною альтернативою хірургічній кастрації, оскільки при її застосуванні в даної особи не видаляються статеві органи, а також при її застосуванні за деякий час у даної особи може відновитися статева функція. Проте при застосуванні хімічної кастрації, на період дії препарату, у даної особи спостерігаються аналогічні побічні ефекти, як і при хірургічній кастрації осіб, а також характерні побічні ефекти цих препаратів, які застосовуються для хімічної кастрації, зокрема остеопороз, гіперглікемія, депресія з наступним розвитком агресивності, ожиріння, підвищений ризик тромбозів, схильність до розвитку ішемічної хвороби серця.

## Застосування
Хімічна кастрація проводиться за рішенням суду або шляхом перорального прийому антиандрогенного препарату ципротерон, або підшкірною чи внутрішньом'язовою ін'єкцією лейпрореліну, триптореліну або медроксипрогестерону. Перед застосуванням вказаних препаратів засудженим особам проводиться медичний огляд для точнішого вибору препарату та підбору дози для введення. Даним особам також може проводитись психологічна реабілітація. Після закінчення дії препарату він може вводитись даній особі повторно, якщо за рішенням суду термін покарання ще не закінчився.

## Історія
Експериментально хімічну кастрацію розпочали проводити щодо осіб, засуджених за сексуальні злочини, в 50—60-х роках ХХ століття у Великій Британії, ФРН і США. Офіційно хімічна кастрація розпочала застосовуватися у 1973 році у ФРН. У США уперше хімічна кастрація за сексуальні злочини введена у штаті Каліфорнія у 1996 році, пізніше вона розпочала застосовуватися ще в кількох штатах, на початку ХХІ століття ця процедура введена в Ізраїлі. У 2007 році хімічна кастрація офіційно введена в дію у Великій Британії. У 2009 році хімічна кастрація узаконена в Польщі. У 2012 році в Росії введено в дію закон, який передбачає добровільну хімічну кастрацію для педофілів як заміну ув'язнення, проте на практиці він майже не працює через брак бажаючих пройти цю процедуру. Також у 2012 році Молдова та Естонія легалізували хімічну кастрацію за педофілію. У 2016 році хімічну кастрацію узаконив Киргизстан, у 2017 році ця процедура введена як офіційне покарання за педофілію в Казахстані, розпочала офіційно застосовуватись у країні з початку 2018 року. Хімічна кастрація, за свідченнями правоохоронців європейських країн, США та Ізраїлю, дозволила значно зменшити рецидиви педофілії.

## Хімічна кастрація в Україні
Існувало два законопроекти щодо введеня хімічної кастрації для людей, хворих на педофілію. 11 липня 2019 року в Україні постановою Верховної Ради прийнятий проєкт (6449), зініційований Олегом Ляшком, який, за словами нардепа Мустафи Найєма, має декілька недоліків. Зокрема до кінця не зрозуміло, яким саме чином будуть вводитися відкриті списки педофілів і для кого вони будуть призначені. Ці всі моменти були враховані в проєкті (6607), який був більш толерантним і не настільки радикальним (хімічна кастрація, для прикладу, могла проводитися тільки у випадку існування відповідного психіатричного заключення і тільки тоді, коли засуджений відбув пів строку свого заключення). Також за новим законопроєктом збільшується строк покарання за зґвалтування неповнолітнього — від 7 до 15 років (зараз максимально — 12 років). Проте 4 вересня 2019 року президент України Володимир Зеленський ветував цей закон. 3 жовтня 2019 року Верховна Рада України відхилила цей закон, та має намір розробити та прийняти новий законопроект згідно президентських рекомендацій.

## Побічна дія
При застосуванні хімічної кастрації частими побічними ефектами є остеопороз, гіперглікемія, депресія з наступним розвитком агресивності, ожиріння, підвищений ризик тромбозів, схильність до розвитку ішемічної хвороби серця, гінекомастія, підвищена пітливість та атрофія яєчок.

## Відомі випадки хімічної кастрації
У 1953 році відомий британський учений-математик Алан Тюрінг згідно з тодішнім британським законом про непристойну поведінку, був звинувачений у гомосексуальності. Як альтернатива тюремному ув'язненню, йому запропоновано проводити ін'єкції естрогену. Унаслідок цього в Тюрінга різко погіршився стан здоров'я, у нього з'явилися гінекомастія та ожиріння, він майже не міг рухатися та впав у депресію. У результаті цього він помер у 1954 році, за офіційною версією — від самогубства.

## Країни, в яких застосовується хімічна кастрація
Хімічна кастрація набуває поширення як спосіб лікування осіб, хворих на педофілію та статевих злочинців. До списку таких країн належать: США, Велика Британія, Чехія, Польща, Франція, Данія, Молдова, Росія, Казахстан, Киргизстан, Швеція, Ізраїль, Південна Корея та Аргентина. В Естонії з 2012 року, діє програма добровільної хімічної кастрації осіб, які скоїли злочин на сексуальній основі. Голова правової комісії парламенту Естонії Яанус Карілайд зазначив: «Тюремне ув'язнення не є достатнім по відношенню до педофілів, так як це важкий злочин. Недостатньо також і хімічної кастрації, так як проблема в голові злочинця». В Китаї, Іраку, Ірані, Індонезії по відношенню до педофілів застосовують смертну кару.